# Palazzo di San Firenze
A Palazzo di San Firenze az olaszországi Firenzében található a Piazza di San Firenze téren. Az épület, ami a 18. században épült barokk stílusban, eredetileg kolostor volt, jelenleg törvényszékként működik. A Ferdinando Ruggieri és Zanobi del Rosso tervei szerint épült homlokzathoz egy impozáns lépcsősor vezet fel. Az épülettömb középső része palotaszerű, háromemeletes. Felül balusztrád látható valamint két nőalak, akik címert tartanak. A bal és jobb oldali épületszárnynak templomszerű kiképzése van. Kapujuk oszlopos, timpanonnal. Ez a két szárny eredetileg valóban templom volt.